# This Is Halloween
"This is Halloween" é uma canção composta por Danny Elfman para o filme de 1993 O Estranho Mundo de Jack, cantada pelos cidadãos da cidade ficcional Halloween Town, a canção também é usada como música de fundo no mundo de Halloween Town em Kingdom Hearts. A canção também é usada no jogo para Wii Just Dance 3.

## Intérpretes
"This Is Halloween" foi cantada pela banda Marilyn Manson para o 15º Aniversário da trilha sonora de The Nightmare Before Christmas e também pela banda Panic! at the Disco no mesmo álbum. Powerglove gravou uma vesão instrumental em seu álbum Saturday Morning Apocalypse. A banda japonesa The Candy Spooky Theater gravou a canção em seu álbum SpookyWonderland. Outra banda que também colocou a canção em um de seus álbuns foi Dot Dot Curve :) no álbum Your Ears Will Bleeping Bleed. Kidz Bop também lançou a canção no álbum Kidz Bop Halloween. Em 2011 no álbum V-Rock Disney a banda Sadie gravou a música. A música foi gravada em vários idiomas como português do Brasil e de Portugal, francês, alemão, italiano, japonês, polonês, russo, espanhol e tailandês.